# Clemente Onelli (Río Negro)
 Clemente Onelli,è una comisiones de fomento del Dipartimento di Veinticinco de Mayo, nella Provincia di Río Negro, Argentina. Porta il nome da Clemente Onelli, uno scienziato italiano venuto in Argentina nel 1889. Esplorò la Patagonia e fu direttore dello zoo di Buenos Aires.
Fino agli anni '90, Clemente Onelli era una fermata obbligatoria della tratta ferroviaria che collegava Buenos Aires a Bariloche. Dal 1990, con la chiusura di questo ramo, la popolazione si ridusse di quasi la metà.

## Meteo
Come tutte le città della linea meridionale del Rio Negro, il suo clima è notevolmente freddo ed estremo, con temperature minime che possono scendere a -30 °C sotto zero e record ancora più freddi.